# Gemeenlandshuis van Diemen
Het Gemeenlandshuis van Diemen staat aan de Diemerzeedijk 27 in Amsterdam-Oost. Zoals de naam al doet vermoeden was het van oorsprong een gemeenlandshuis. Het gebouw staat in de slagschaduw van de Zeeburgerbrug.

## Gebouw
Het rechthoekige vrijstaande gebouw werd aan de zeedijk opgetrokken naar ontwerp van timmermansbaas Cornelis van der Does en opgeleverd in 1727, eigenlijk als vergaderlocatie en uitvalsbasis bij dijkbewaking. Op het schilddak zijn vier schoorstenen te zien. Daaronder staat een gebouw met hoeklisenen en een voor- en achtergevel met middenrisaliet.
De ingang aan de dijk wordt benadrukt door middel van een chronogram. Het vermeldt Hic de freti batavi furore arcendo agris tuendis agitur, te lezen als Hier wordt gehandeld over het beveiligen van de landerijen door het temmen van de Bataafse Zee. In de gevel is in een wapensteen een restant terug te vinden dat overgekomen is uit het toen afgedankte Herberg Daer de Jaeger Uuythangt uit 1609, dat tevens diende tot gemeenlandshuis, maar toen plaats moest maken voor dit gebouw, daar men een luxere uitstraling wilde.
Het interieur wordt opgesierd met een stucgang van Christiaan Wittenbeeker en een trap en/of schouwen gebeiteld door Pieter le Normant. Het gebouw heeft in de vensters nog de oorspronkelijke roedeverdeling. De centrale hal is opgetrokken in Lodewijk XIV-stijl, met daaraan gekoppeld regentzalen met gedecoreerde schouwen. Achter het gebouw staan nog een stal en koetshuis, hetgeen het idee van een buitenplaats versterkt.

## Eigenaren
Het was ruim 250 jaar in het bezit van het Hoogheemraadschap van den Zeeburg en Diemerzeedijk en zijn rechtsopvolgers, waaronder Waterschap Amstel, Gooi en Vecht. De waterschappen droegen zorg voor de Zuiderzeedijk tussen Amsterdam en Muiden.
Sinds 2008 is het pand in eigendom van Vereniging Hendrick de Keyser. In 2013 en 2014 werd het gebouw gerestaureerd naar zijn oorspronkelijke staat; in mei 2014 volgde de oplevering. Het wordt thans verhuurd als kantoor- en evenementruimte.

## Galerij

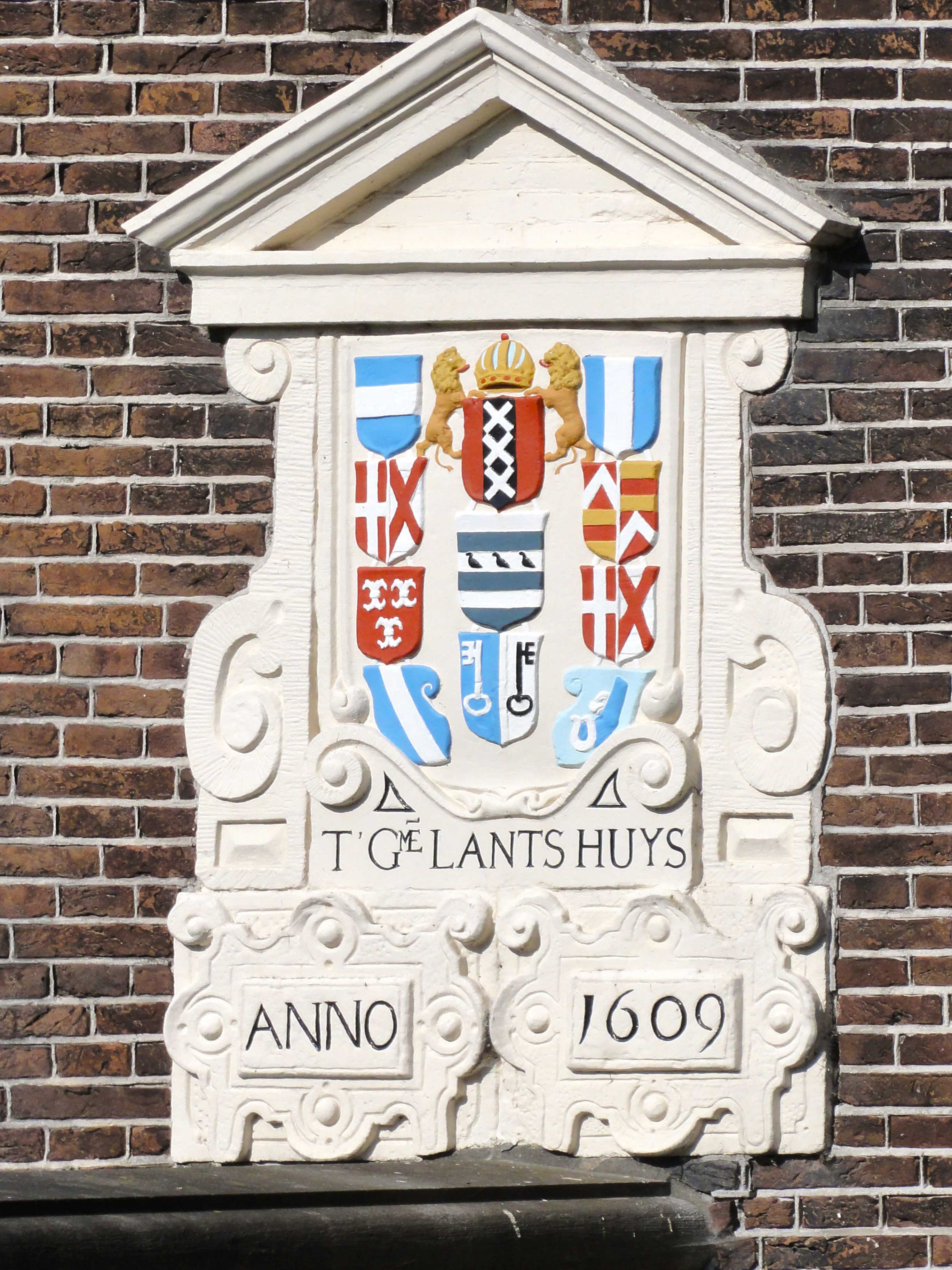
Wapensteen uit oude gemeenlandshuis (2012)
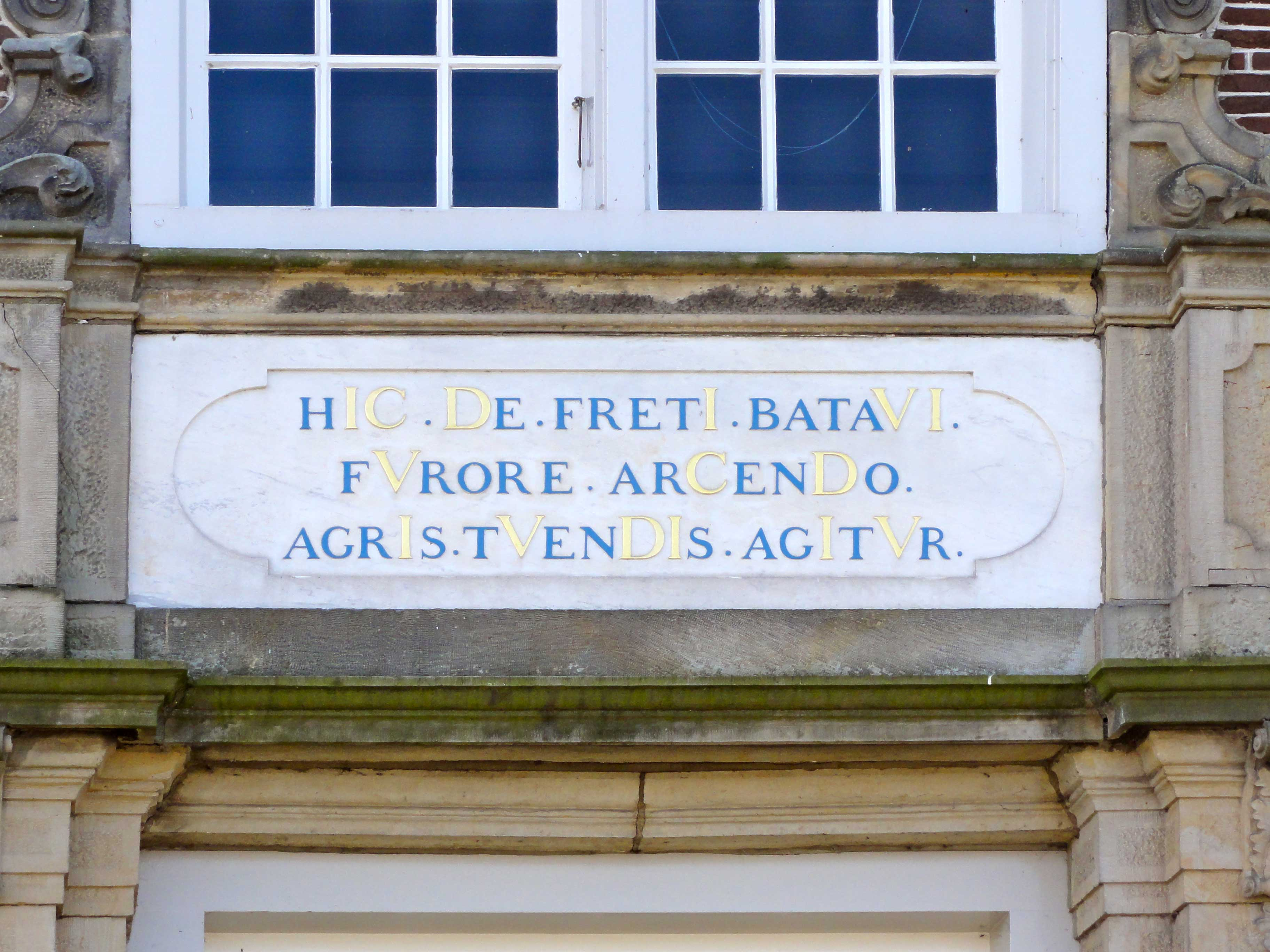
Chronogram (2012)
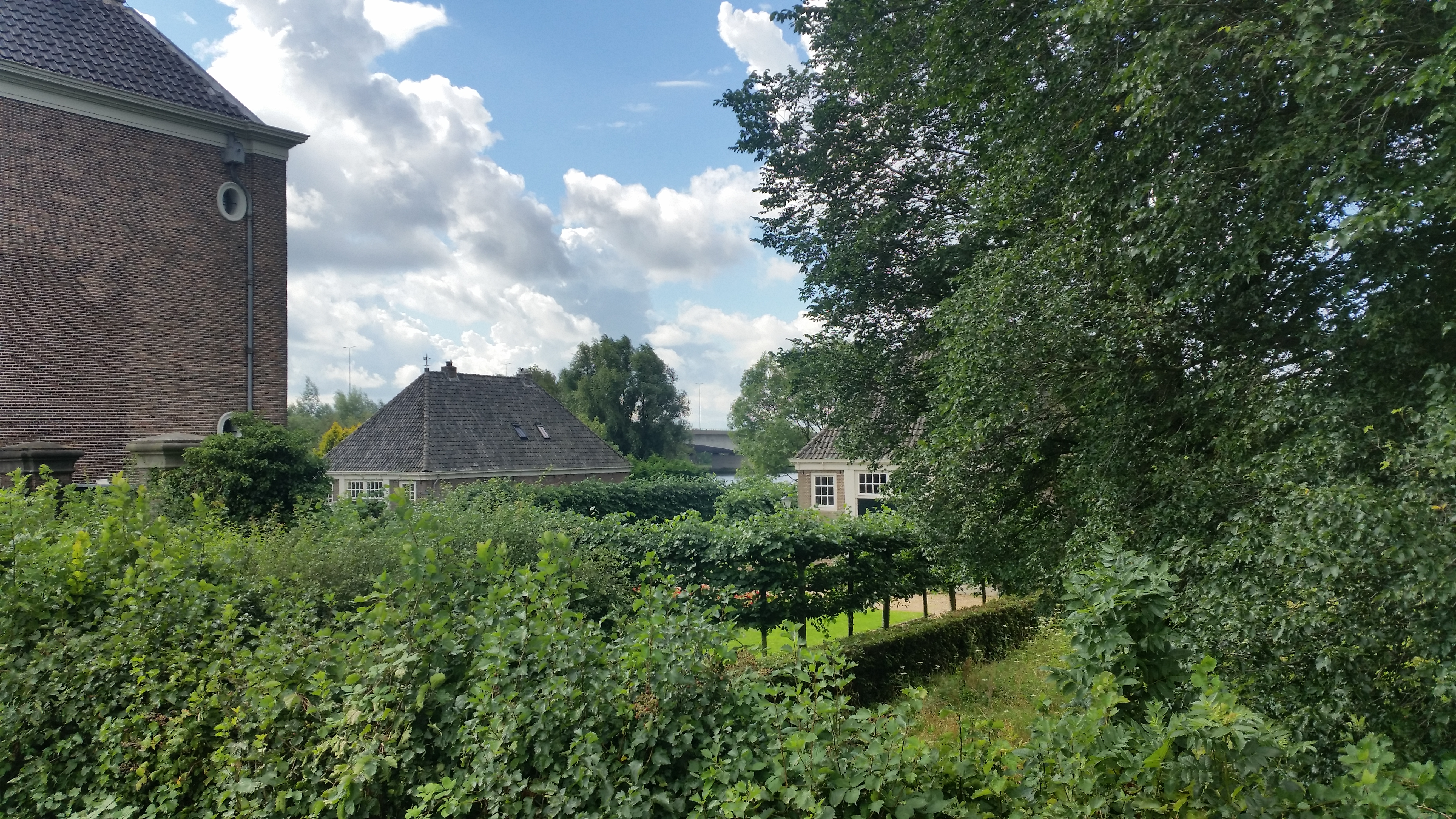
Stal en koetshuis, gezien vanaf de dijk (2020)